# Ibema
Ibema est une municipalité brésilienne située dans l'État du Paraná.